# Shyok
De Shyok is een rivier in India en Pakistan, in het uiterste noorden van het omstreden gebied Jammu en Kasjmir. Het is een zijrivier van de Indus. De rivier stroomt door de Nubravallei, waarvan het grootste gedeelte bij Ladakh hoort en het laagste deel bij Baltistan.
De Shyok ontspringt aan de noordoostzijde van de Karakoram, uit de Rimogletsjer die op de oostflank van de Rimo Muztagh ligt. Vanaf dit punt stroomt de rivier over de onbewoonde hoogvlakte ten zuiden van de Karakorampas, die het omstreden grensgebied vormt tussen India en China. Vanuit het oosten wordt de Shyok hier gevoed door zijrivieren uit Aksai Chin, een gebied dat onder Chinees bestuur staat maar door India wordt geclaimd. Sommige van die rivieren zijn veel langer dan de Shyok zelf maar bevatten minder water.
De Shyok stroomt dan eerst ongeveer 200 km in zuidelijke tot zuidoostelijke richting door een smal, vrijwel onbegroeid dal dat vanwege de extreme hoogte en het onherbergzame terrein onbewoond is. Het dal vormt de scheiding tussen de Rimo Muztagh en Saser Muztagh in het westen en het Chang Chenmomassief in het oosten.
Bij de plaats Shyok maakt de rivier een scherpe bocht om naar het noordwesten te gaan stromen. Vanuit het zuiden komt een zijrivier in de Shyok uit, die water uit het Pangong Tso brengt. Het volgende traject, tot de bestandslijn tussen Pakistan en India, de Line of Control, is ongeveer 200 km lang. De Nubravallei vormt er de scheiding tussen de Ladakh Range in het zuidwesten en de Karakoram in het noorden. Hier liggen enkele dorpen en gompa's (versterkte boeddhistische kloosters) in het dal. Op schaarse vlakke terrassen langs de rivier komt enige door mensen geplante begroeiing en landbouw voor, die een fel contrast vormt met de omringende hoogtewoestijn en -steppe. Bij Digit komt vanuit het noordwesten de rivier de Nubra, die uit de omstreden Siachengletsjer stroomt, in de Shyok uit.
De Shyok passeert de bestandslijn tussen Pakistan en India, de Line of Control, ongeveer 80 km voor de samenkomst met de Indus. De grootste plaats aan de Shyok, Khaplu, ligt vlak bij deze samenkomst. Vlak voor Khaplu komt vanuit het noorden de Saltoro in de Shyok uit, die water van de Saltoro Muztagh en Masherbrumbergen meevoert.